# القيادة الإبداعية
القيادة الإبداعية هي أحد أساليب القيادة؛ استنادا إلى مفهوم العمل بشكل تعاوني لتطوير الأفكار المبتكرة، ويميل
أولئك الذين يشغلون القيادة الإبداعية في عملهم، وذلك عن طريق تهيئة الظروف التي تعزز الإبداع، وحين اختلاق بعض الظروف والتي يطلق عليها أحيانًا «المساهمات الداعمة»، يتم وصفها على أنها دعائم نفسية أو مادية أو اجتماعية والتي تحفز التفكير الإبداعي لدى الآخرين وتمكينه والحفاظ عليه.
يستخدم مصطلح القيادة الإبداعية بشكل شائع في الدراسات التنظيمية وقد أُبتِكر لأول مرة في عام 1957، في السنوات الأخيرة، كانت هناك زيادة ملاحظة فيي البحث العلمي المتعلق بالقيادة الإبداعية والابتكار، كما تفشى المصطلح بين الممارسين وفي المجال العام.
وأشار الباحثون والممارسون أن القيادة الإبداعية أصبحت أكثر أهمية في البيئة السياسية والاقتصادية الحالية من أي وقت مضى، وقد أشاروا أيضًا أن القادة المبدعين يُبدون سلوكيات قد تتعارض مع أساليب الإدارة التقليدية.
في عام 2010، أشارت نتائج دراسة الرئيس التنفيذي العالمي لمؤسسة الحاسبات الآلية الدولية (آي بي إم) إلى أنه وفقًا للرؤساء التنفيذيين الذين تم استطلاع رأيهم، كان الإبداع من أهم صفات القادة لنجاح الأعمال ونزاهتها الفائقة ولفكر عالمي، وعلى الرغم من وجود أبحاث أخرى إلا أن المنظمات التي تدعي احتواء القيادة الإبداعية وتميل اغلب المنظمات إلى تعزيز القادة الذين لا يتسمون بالقيادة الإبداعية، وليتجنبون المخاطر ويحافظون على الوضع الراهن.

## الكفاءات
وفقًا لـستول وتيمبيرلي (2009, 69–74)، فإن القادة المبدعون يبتكرون ظروف تساعد الأخرين على بث روح الإبداع لديهم، وتشمل على: "تحفيز الجميع على الشعور بالضرورة الملحة أو المسؤولية لاتخاذ تدابير إذا لزم الأمر، وجعل الزملاء يفكروا بأفكار وخبرات جديدة وخوض تجارب جديدة، وتوفير الوقت والمساحة لتسهيل الجوانب العملية؛ ووضع توقعات عالية، وتعزيز التفكير الإبداعي والتخطيطي لدى الفرد والعمل الجماعي، واعتبار الفشل كفرصة للتعلم والتخلي عن السيطرة وتطبيق الإبداع والمجازفة.
وأشار بال في عام 2015 أن الكفاءات الأساسية الخمسة للقيادة الإبداعية هي: «العمل بشغفٍ وهدف، وتطبيق التفكير الاستكشافي وتصور مستقبل أفضل، وتنظيم الفرق الإبداعية، وقيادة التغيير المفاجئ».
وناقش سوهين في بحثه عام 2015 بأن يطور باستمرار القادة المبدعين الجيدين الميزات التالية بأنفسهم: أنماط القيادة والإدراك، وحث الأفراد والفريق، ودوافع الأفراد والفرق، ومهارات التعامل مع الآخرين، ومستويات الإبداع، والقدرة على إدارة التغيير، وأنماط التواصل، والقدرة على الإنصات، ومهارات اتخاذ القرار والأخلاق الشخصية.

## التعاريف
استخدم العديد من الباحثين مصطلح القيادة الإبداعية منذ اكتشافه أول مرة في علم الدلالة في 1950
```
وقد تختلف المعاني عبر سياقات البحث
```

تشمل الآراء حول تعريف ونطاق القيادة الإبداعية ما يلي:
قيادة الآخرين نحو تحقيق نتيجة إبداعية
جذب خيال الشخص عمدًا لتعريف وتوجيه المجموعة نحو هدف جديد أو اتجاه جديد للمجموعة
استجابة خيالية ومدروسة للفرص وتحدي القضايا التي تعيق التعلم على جميع المستويات، وتتعلق بالرؤية والتفكير وعمل الأشياء بشكل مختلف من أجل تحسين فرص الحياة لجميع الطلاب، ويوفر القادة المبدعون الظروف والبيئة وفرص للآخرين ليكونوا مبدعين.
يحفز القائد المبدع الآخرين على التركيز على العملية والمهارات العملية لمواجهة تحدياتهم، فيصبحوا مستشارين أو ميسرين في عملية حل التحدي بدلاً من إعطاء الأوامر أو القيام بالعمل بأنفسهم، وبعد اكتسابهم لذلك، يقومون بمساعدة الآخرين على تحقيق أهدافهم، وبالكاد تتناسب مهارات القيادة الإبداعية هذه مع أسلوب الإدارة التقليدي الذي تستخدمه معظم المنظظمات، ولكن يمكن تعلمها.

## المفاهيم
اُقترحت ثلاثة تصورات مفاهيمية مختلفة تماماً تعكس المجالات المختلفة التي تُطبق القيادة الإبداعية: تمكين الإبداع، وتوجيه الرؤية الإبداعية، ودمج المساهمات الإبداعية المتنوعة، وقد تُشرع القيادة الإبداعية بشكل مختلف اعتمادًا على المجال.

### التمكين
في مجال التمكين سيُدعم أولئك الذين يوظفون القيادة الإبداعية في عملهم أو الأفراد كمبدعين مبتدئين، مما يؤثر على مساهماتهم الإبداعية ويشكل كل مرحلة من مراحل العملية الإبداعية.
في مجال التمكين، يقود القادة المبدعين الموظفين ليزيدوا من احتمالية إنتاجهم لأفكار جديدة، وبصفتهم خبراء استشاريون، يشجع القادة المبدعين الإبداع لدى الآخرين والأفراد لأجل كيفية إنشاء أفكار جديدة، مثل العصف الذهني. يأتي في مجال التمكين أيضاً، مشاركة الذين يشغلون القيادة الإبداعية في العملية الإبداعية بأكملها، مشكلين جواً داعماً للإبداع.

### التوجيه
في مجال التوجيه، المبدعون الأساسيون هم من يُشغلون القيادة الإبداعية لدى الأخرين من خلال رؤيتهم من تعاونٍ ومساهمةٍ.
اقترح مومفورد وسكوت وجاديس وسترينج (2002) بأن القائد المُوجهه جزء أساسي من إنشاء مفهوم إبداعي، بينما يقوم الآخرين بتنفيذه. وقد تعتمد درجة مساهمة الآخرين الإبداعية على الظروف. يمكن مقارنة هذا بقائد الأوركسترا فهو يوجهه ويقدم رؤية لمساهمات الموسيقيين الفردية، ويمكن للقائد المبدع الموجهه الصارم أن يلهم ويتعامل ويدمج مساهمات المتعاونين عالية الجودة.

### الدمج
في مجال الدمج، يُركز على قدرة القائد المبدع على دمج أو تجميع أفكاره الجديدة مع أفكار الآخرين المبدعة والمتنوعة، وهناك توازن كبير بين نسب القائد إلى مساهمات التابع الإبداعية والمساهمات الداعمة في مجال الدمج مقارنة بتوجيه المجالات وتمكينها.
يمكن لكل فرد أن يحظى بتقدير لمساهمته المتميزة، وتعتمد القيادة الناجحة في هذا المجال إلى قدرة القائد على توليف المدخلات الإبداعية للآخرين، ويُعد مخرجو الأفلام مثالًا للقادة الذين يعملون في مجال الدمج، ويقدمون إرشادات لإنشاء فيلم روائي يتضمن مساهمات إبداعية من عدة أشخاص مثل: كاتب السيناريو، والممثلين، وفنيي المؤثرات الخاصة، ومصممي الأزياء، وما إلى ذلك.

## البحث في أنواع مختلفة من القيادة
أُجريت دراسات تجريبية وتحليلية ونظرية على أنواع القيادة المختلفة، وتشمل بعض أنماط القيادة المدروسة ما يلي:
قيادة ديمقراطية
قيادة الابتكار
قيادة تبادلية
قيادة تحولية
قيادة أخلاقية